# 파리아만

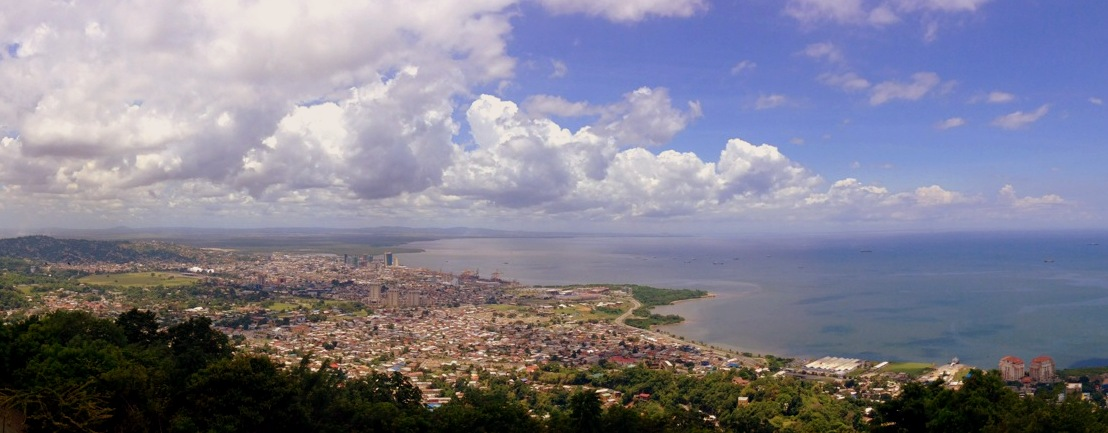
파리아만

파리아만(영어: Gulf of Paria, 스페인어: Golfo de Paria)은 트리니다드 토바고의 트리니다드섬과 베네수엘라 동부 연안 사이에 위치한 만으로 면적은 7,800km2이다.